# كلود أرنو ريفينيت
كلود أرنو ريفينيت (بالفرنسية: Claude-Arnaud Rivenet)‏ (13 ديسمبر 1972 في ليل) لاعب كرة قدم فرنسي معتزل كان يجيد اللعب في مركز المهاجم . لعب لصالح أندية ليون ، غويونيون، تروا، وأميين .

## روابط خارجية
- كلود أرنو ريفينيت على موقع قاعدة بيانات كرة القدم.إي يو (الإنجليزية)